# Clytellus gressitti
Clytellus gressitti es una especie de escarabajo longicornio del género Clytellus, tribu Clytellini, orden Coleoptera. Fue descrita científicamente por Miroshnikov en 2014.

## Descripción
Mide 4,9 milímetros de longitud.

## Distribución
Se distribuye por Malasia.